# Sture Ohlin
Bo Sture Roland Ohlin (Arjeplog, 3 de mayo de 1935) es un deportista sueco que compitió en biatlón. Ganó cuatro medallas en el Campeonato Mundial de Biatlón entre los años 1958 y 1967.

## Palmarés internacional
| Campeonato Mundial | Campeonato Mundial           | Campeonato Mundial | Campeonato Mundial |
| Año                | Lugar                        | Medalla            | Prueba             |
| ------------------ | ---------------------------- | ------------------ | ------------------ |
| 1958               | Saalfelden (Austria)         | Medalla de oro     | Equipo             |
| 1959               | Courmayeur (Francia)         | Medalla de plata   | Equipo             |
| 1966               | Garmisch-Partenkirchen (RFA) | Medalla de bronce  | Relevos            |
| 1967               | Altenberg (RDA)              | Medalla de bronce  | Relevos            |